# Tamar (Lommel)
Tamar was een moederhuis in de Belgische stad Lommel gerund door de congregatie Zusters Kindsheid Jesu. Het werd in 1970 geopend op de zolder van het Maria Middelares ziekenhuis en was vanaf 1976 gevestigd in een eigen gebouw naast het ziekenhuis. 

## Geschiedenis
Tamar is meermalen in het nieuws gekomen door verhalen van gedwongen adopties, ongewilde sterilisaties van jonge meisjes en ernstige vormen van misbruik van ongehuwde, zwangere meisjes, waaronder opsluiting en dwangarbeid. 
Veel van de meisjes werden gedwongen om in Frankrijk anoniem te bevallen. Anoniem bevallen, ofwel Sous X (onder X) was in Frankrijk mogelijk, maar in België verboden. Kinderen werden na de bevalling op illegale wijze terug naar België gesmokkeld door de zusters.  
In 2012 werd de Belgische seksuologe, auteur en televisiepresentatrice Kaat Bollen ontslagen door Tamar, waar ze als psychologe werkzaam was. Dit vanwege het uitkomen van haar boek Het Schaamhaarboek in 2011. De media-aandacht die het boek genereerde, resulteerde in haar ontslag.
Tijdens hoorzittingen over gedwongen adopties in het Vlaams Parlement in 2014 weigerde de directie van Tamar excuses aan te bieden aan de slachtoffers van de misstanden. Volgens ex-directrice Josse Tips werden de adopties voornamelijk uitgevoerd “op vraag van ouders”. Dit is door diverse getuigenissen van afstandsmoeders tegengesproken.

## Media
Al vanaf 2003 wordt Tamar genoemd in diverse boeken over gedwongen adopties, zoals het boek Kleine zondaars van Carine Hutsebaut uit 2003, Het verdriet van adoptieland van Marleen Adriaens uit 2012 en Zusters zonder liefde van Jan Stevens uit 2024. 
De Belgische langspeelfilm Little Black Spiders uit 2012 van Patrice Toye is een fictief verhaal, geïnspireerd op waargebeurde feiten doorheen de geschiedenis van Tamar. 
In 2012 heeft het reportageprogramma Koppen van de VRT een aflevering met titel Ongewenst zwanger in de jaren ‘70  getoond over gedwongen adopties in het verleden waar ook het moederhuis Tamar in terugkwam als voorbeeld. In de documentaire Adoptions forcées : le marché des enfants belges (RTBF) uit 2024 werd ook aandacht besteed aan het moederhuis Tamar in Lommel. De documentaire onderzoekt het Belgische systeem van gedwongen adopties en noemt Tamar als een van de betrokken instellingen.
Tamar komt veelvuldig terug tijdens de getuigenissen in de vierdelige podcastserie Kinderen van de kerk uit 2023. Het beeld dat daaruit naar voren komt, is dat de zusters van Tamar kinderen tegen de wil van hun moeders hebben afgenomen en hier betaald voor hebben gekregen. Het verwijt dat gemaakt wordt in deze podcast is dat hier sprake was van witwassen van kinderen als een vorm van mensenhandel.